# Александрос Калкокондилис
Александрос Калкокондилис (грч. Αλέξανδρος Χαλκοκονδύλης рођен 1885 Атина) је бивши грчки атлетичар учесник првих Олимпијских игара у Атини. Био је члан у Атинског атлетског клуба (Athens Sports Club АСЦ) у Трка на 100 метара|трци на 100 метара са временом од 12,6 секунди заузео пето место у Грчкој. Хрономертар за 100 метара избацивао је само време за два прва атлетичара, а остали резултати су процена. У квалификационој трци у другој групи са резултатом 12,8 био је други и калификовао се за финале иза Американца Томаса Кертиса који је имао време од 12,2 сњекунде. У финалној трци стигао је пети са истинм временом као и двојица трећепласираних Френсиса Лејна из САД и Аљајош Сокоља 12,6 секунди.
Калкокондилис је учествовао у такмичењу у скоку удаљ и скоком од 5,74 метра, према енглеским изворима је заузео четврто, а према немачким шесто.